# Mesechites angustifolius
Mesechites angustifolius är en oleanderväxtart som först beskrevs av Jean Louis Marie Poiret, och fick sitt nu gällande namn av John Miers. Mesechites angustifolius ingår i släktet Mesechites och familjen oleanderväxter. Inga underarter finns listade i Catalogue of Life.